# Sinfonía del Universo

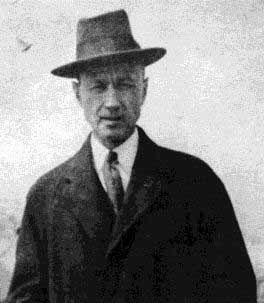
Ives en 1913.

La Sinfonía del Universo (en inglés: Universe Symphony) es una obra inconclusa del compositor clásico estadounidense Charles Ives.

## Historia
La trayectoria de Ives en el género sinfónico ha quedado plasmada en cinco obras, de las cuales cuatro son sinfonías numeradas. La Sinfonía n.º 1 de 1902; la Sinfonía n.º 2 de 1901; la Sinfonía n.º 3 de 1904, la Sinfonía n.º 4 terminada a mediados de la década de 1920; y por último la Sinfonía del Universo que quedó inacabada.
La fecha de su composición es desconocida, pero probablemente trabajó en ella periódicamente entre 1911 y 1928. Concebida como una composición "espacial" para dos o más orquestas. Concibió la idea durante el otoño de 1915 mientras estaba en las montañas Adirondacks del Estado de Nueva York. La dejó sin concluir hasta 1923, cuando volvió a trabajar en ella. Si bien pasó muchos años en esta obra, muchos de los esbozos se han perdido. Durante los años 1990 aparecieron tres versiones ensambladas distintas para la ejecución: la de D. Porter (1993), L. Austin (1994), y J. Reinhard (1996).

## Estructura y análisis
La sinfonía consta de tres secciones:
- I. "Past: Formation of the waters and mountains" (Pasado: Formación de aguas y montañas)
- II. "Present: Earth, evolution in nature and humanity" (Presente: Tierra, evolución en naturaleza y humanidad)
- III. "Future: Heaven, the rise of all to the Spiritual". (Futuro: Cielo, el ascenso de todo a lo espiritual)

Es una obra compleja, que usa hasta 20 líneas musicales independientes; cada una se mueve en un compás distinto, solo coincidiendo en momentos separados cada 8 segundos. Ives dijo acerca de esta composición: "[éste] es un esfuerzo... por rastrear con impresiones tonales la vastedad, la evolución de toda la vida.... desde las grandes raíces de la vida a las eternidades espirituales, del gran conocido al gran desconocido."
Recientemente se han grabado las versiones de Larry Austin y la de Johnny Reinhard.